# Koolhydraten

Glucose, een monosacharide

Cellulose, een polysacharide

Koolhydraten, ook sachariden genoemd, zijn een bepaald type moleculaire verbindingen van koolstof-, waterstof- en zuurstofatomen, waarbij de waterstof- en zuurstofatomen in een verhouding 2:1 voorkomen: algemene molecuulformule Cn(H2O)m. 
Koolhydraten kunnen als een hydraat van koolstof worden beschouwd, en behoren daarmee tot de organische verbindingen. Lang niet alle biomoleculen in de levende natuur die als koolhydraten zijn geclassificeerd, beantwoorden evenwel aan eerdergenoemde verhoudingsformule. Ook derivaten met atomen van andere chemische elementen en andere verhoudingen, worden tot de omvangrijke groep van de koolhydraten gerekend, zolang ze dezelfde basisstructuur hebben. Zo worden ook desoxyribose (C5H10O4) en glucosamine (C6H13O5N) tot de koolhydraten gerekend, melkzuur (C3H6O3) daarentegen niet.

## Koolhydraten als energiebron
Koolhydraten zijn in de fysiologie de leveranciers van de voor het leven benodigde energie, en vormen, in de vorm van cellulose en zetmeel, een onmisbaar voedingsbestanddeel voor veel dieren, inclusief de mens. In planten worden cellulose en zetmeel uit glucose gevormd en de glucose via fotosynthese uit koolstofdioxide en water. Herbivoren en omnivoren betrekken hun koolhydraten uit vooral cellulose en zetmeel, carnivoren uit het in vlees aanwezige glycogeen, het dierlijke zetmeel. In de stofwisselingsprocessen van dieren nemen de afbraak, van glycogeen naar de celbrandstof glucose, en opbouw, van glucose naar de reservestof glycogeen, van koolhydraten een centrale plaats in.

### Langzame en snelle koolhydraten
Suiker is in het dagelijks gebruik de benaming voor een zoetsmakend koolhydraat, sacharose, dat veel in de keuken wordt gebruikt. In de dierfysiologie zijn 'suikers' en 'snelle koolhydraten' synoniem voor kleine koolhydraatmoleculen: mono- en disachariden. 'Langzame koolhydraten' is een fysiologisch synoniem voor zetmeel en zetmeelmoleculen.

## Chemische indeling van koolhydraten
Er zijn verschillende manieren om de veelheid van koolhydraten in groepen onder te verdelen: 
- op grootte van de moleculen
- op aantal koolstofatomen in het molecuul
- op chemische reactiviteit.

### Indeling op grootte van het molecuul
Koolhydraten kunnen bestaan uit 1, 2, enkele of zeer vele monosacharide-eenheden.
- één monosacharide: bijvoorbeeld druivensuiker, vruchtensuiker
- twee monosachariden: disachariden, bijvoorbeeld tafelsuiker, melksuiker
- drie tot negen monosachariden: oligosachariden
- tien of meer monosachariden: polysachariden, bijvoorbeeld zetmeel, cellulose

### Indeling op aantal koolstofatomen
De verschillende soorten koolhydraten worden daarnaast in groepen ingedeeld, op basis van het aantal koolstofatomen in hun koolstofketen. Daarbij wordt gebruikgemaakt van de in de chemie gebruikelijke telwoorden tri-; tetr-; pent-; hex- en hept-. Deze telwoorden worden gevolgd door de uitgang -ose. Met de term hexose worden dan alle soorten koolhydraatmoleculen aangeduid waarvan de koolstofketen bestaat uit zes koolstofatomen, waaronder glucose en fructose.

### Indeling op basis van reactiviteit
Koolhydraten bevatten in de open ketenstructuur altijd een tweemaal gebonden zuurstofatoom. Zit dit zuurstofatoom dubbelgebonden aan het eind van de keten, dan is de verbinding dus een aldehyde en spreken we van een aldose, zit het zuurstofatoom in het midden van de keten, een keton dus, dan wordt van een ketose gesproken. Aldosen reageren makkelijk met oxiderende reagentia, ketosen niet. Aldosen worden ook reducerende suikers genoemd. Glucose is de bekendste aldose. Als oxiderende reagentia worden gebruikt:
- Tollens, op basis van Ag+
- Benedict, op basis van Cu2+
- Fehlings, ook op basis van Cu2+, andere manier van oplossen van het koperzout

In de natuur wordt glucose aangemaakt in groene planten door het fotosyntheseproces.
| Koolhydraten op basis van aantal koolstofatomen en reactiviteit | Koolhydraten op basis van aantal koolstofatomen en reactiviteit | Koolhydraten op basis van aantal koolstofatomen en reactiviteit |
| n-ose                                                           | aldose                                                          | ketose                                                          |
| --------------------------------------------------------------- | --------------------------------------------------------------- | --------------------------------------------------------------- |
| triose                                                          | glyceraldehyde                                                  | 1,3-dihydroxyaceton                                             |
| tetrose                                                         | erythrose threose                                               |                                                                 |
| pentose                                                         | arabinose lyxose ribose xylose                                  | xylulose ribulose                                               |
| hexose                                                          | allose altrose galactose glucose gulose idose mannose talose    | fructose sorbose tagatose                                       |
| heptose                                                         |                                                                 |                                                                 |